# Melitopol
Melitopol (ukrainska: Мелітополь lyssna (fil), ryska: Мелитополь) är en stad i Zaporizjzja oblast i sydöstra Ukraina. Staden beräknades ha 148 851 invånare i januari 2022.
Staden kom under rysk ockupation under Rysslands invasion av Ukraina 2022.

## Historia
En koloniseringsbosättning etablerades på platsen år 1784. År 1816 fick den namnet Novooleksandrivka, vilket ändrades till Melitopol år 1841. Den 18 juni 1918 besegrade Ukrainska folkrepublikens armé Röda armén i närheten av staden. Under den sovjetiska eran utvecklades Melitopol till en industristad.

## Ekonomi, forskning och utbildning
Den huvudsakliga industrin utgörs av maskinindustri, metallindustri och livsmedelsindustri. Stadens högre utbildningsinstitutioner utgörs av ett jordbrukstekniskt universitet och ett pedagogiskt universitet.

## Bildgalleri

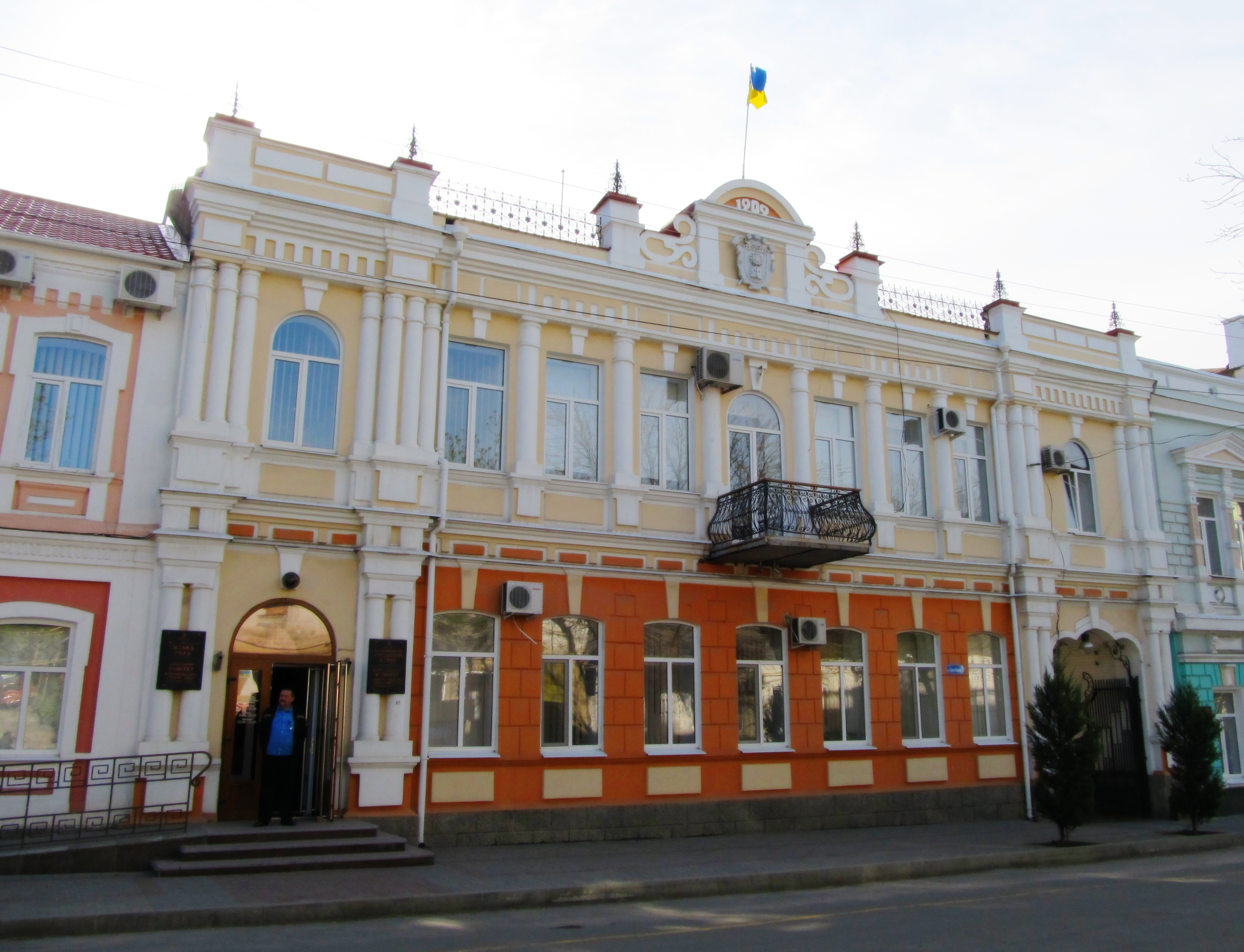
Stadshuset.
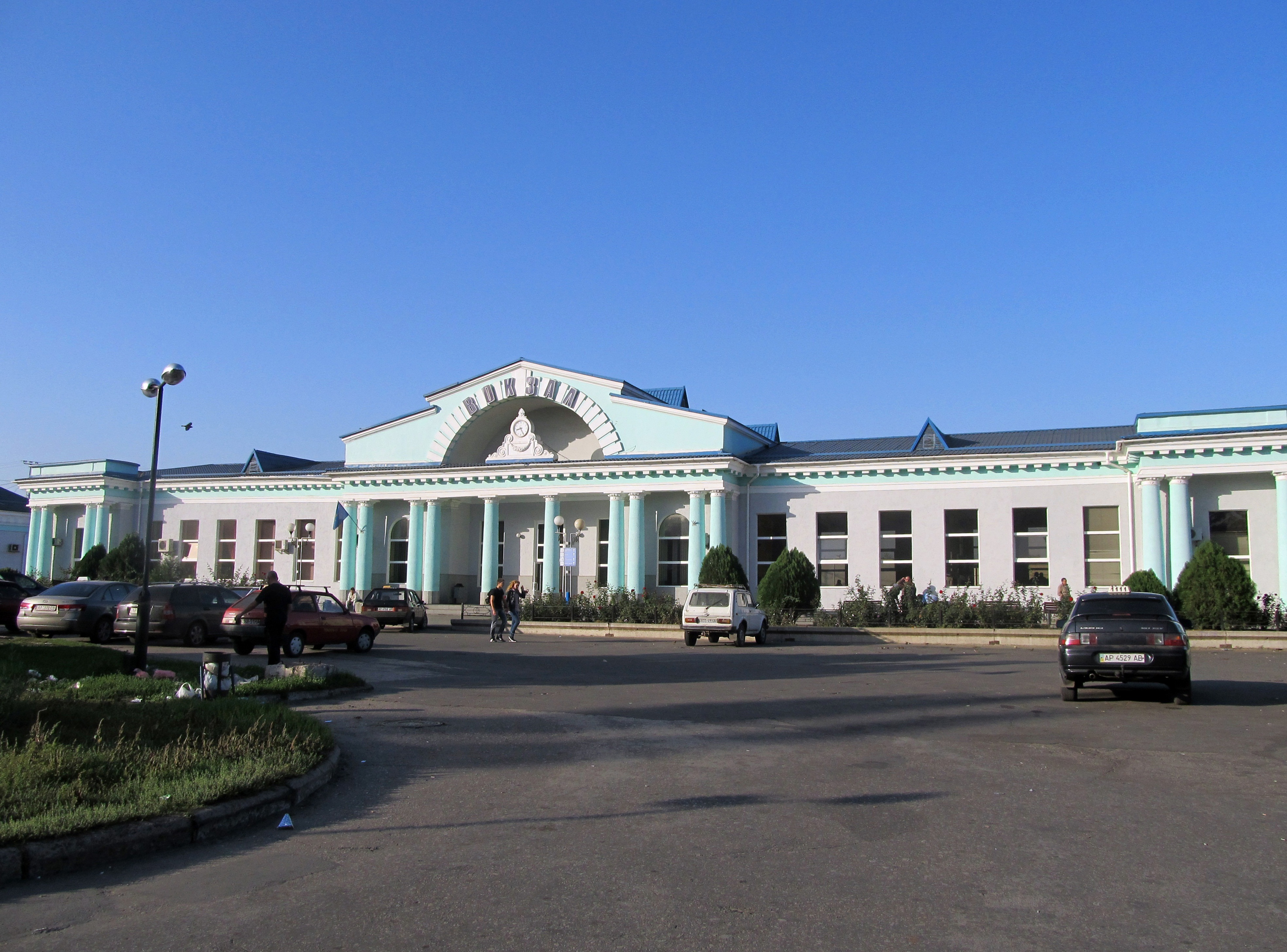
Järnvägsstationen.
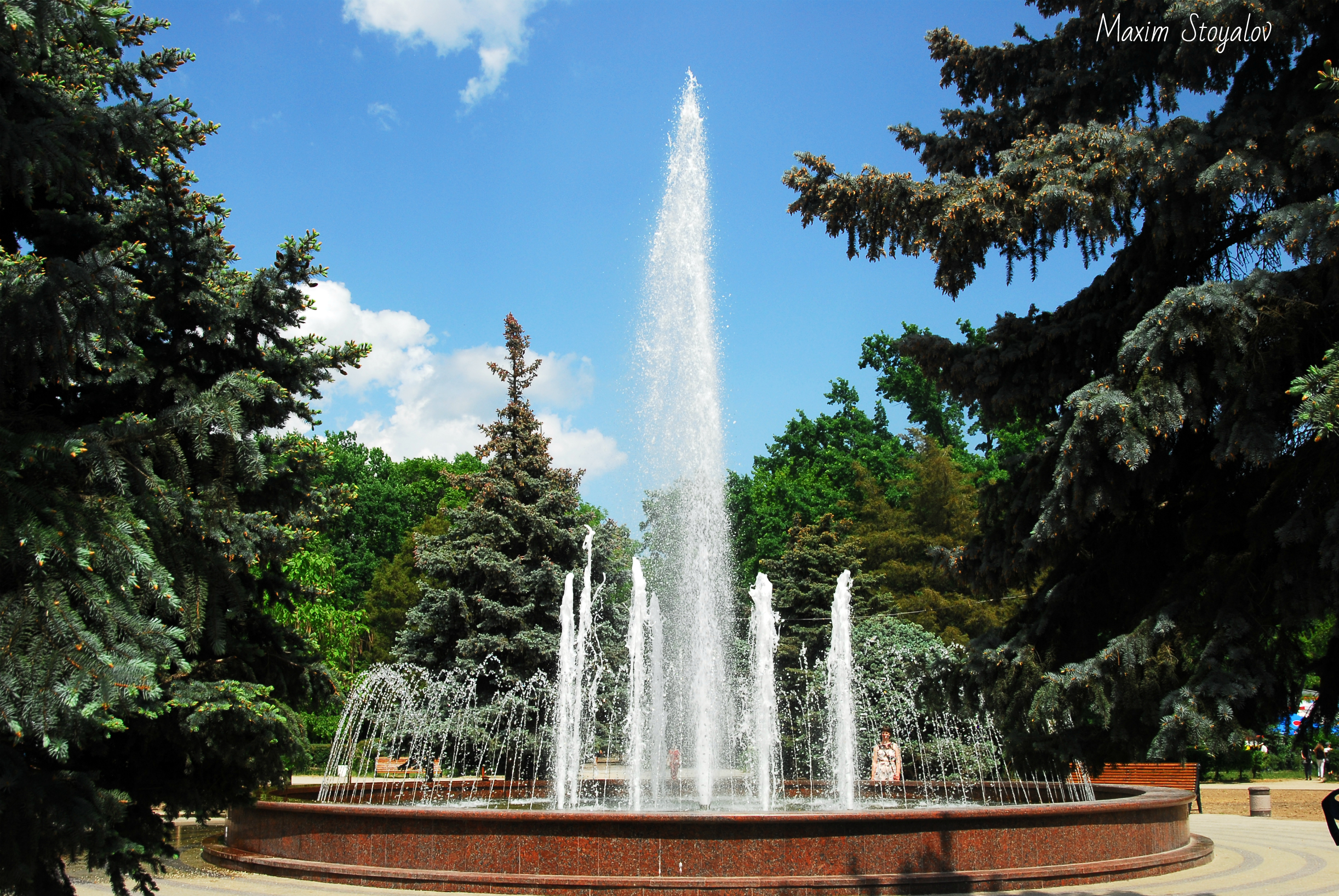
Gorkijparken.